# جعفر زوين
السيّد جعفر بن حسين بن حسن الحسيني يعرف عمومًا بـزُوَين (1848 - 1889) شاعر عثماني عراقي عاش معظم حياته في النصف الثاني من القرن التاسع عشر الميلادي. ولد في مدينة النجف ونشأ بها في أسرة معروفة. تلقى دراسته المبكرة عن أبيه، كان له صلات مع شعراء النجف، ومراسلات ومراجعات بالعربية والفارسية مع شعراء عصره. نظم بالفحصى والعامية. له ديوان، مفقود. توفي في الحيرة وهو دون الأربعين في عمر ودفن في النجف. 

## سيرته
هو السيد جعفر بن حسين بن حسن بن حبيب آل زوين الأعرجي الحسيني. ولد سنة 1265 هـ/ 1849 م في النجف بإيالة بغداد العثمانية، ونشأ بها. ينتمي إلى آل زوين، وهي أسرة علوية معروفة نجفية. تلقى تعليمه الأول على أبيه ثم درس الشعر عند عبد الحسين الأعسم وعباس الأعسم حتى صار من شعراء عصره. وكان متصلًا بالأدباء وصحب كبار الشعراء. كتب الشعر بالفحصى، كما كتب كثيرًا بالعامية العراقية، وتفنن فيهما. له مراسات شعرية مع أدباء عصره ولازم الشاعر عباس الأعسم. 

توفي في الحيرة سنة 1305 هـ/ 1888 م بولاية بغداد العثمانية أو يقال في كربلاء، ودفن في النجف. 

## شعره
جاء في معجم البابطين عنه «شعره أقرب إلى النمط السائد في عصره القريب من العصر التركي والمملوكي، إذ نلاحظ الحرص على المحسنات اللفظية، والتضمين من الشعر القديم، يستوي في هذا الغزل والرثاء والشكوى والوصف، وهي الأغراض التي عرض لها شعره.» من شعره، «سأهجر داراً»:
كتب إلى محسن الخضري بعد هروبه من النجف وقت الطاعون فيه:

## وصلات خارجية
- في بوابة الشعراء